# Глава Республики Алтай
Глава́ Респу́блики Алтай (южно-алт. Алтай Араспублыканыҥ башкарузы) — высшее должностное лицо Республики Алтай. Глава Республики Алтай одновременно является Председателем Правительства Республики Алтай.

## Полномочия главы Республики
Конституция Республики Алтай. Статьи 113—127.
Глава Республики Алтай, Председатель Правительства Республики Алтай:
- 1) представляет Республику Алтай в отношениях с федеральными органами государственной власти, органами государственной власти субъектов Российской Федерации, органами местного самоуправления и при осуществлении внешнеэкономических связей, при этом вправе подписывать договоры и соглашения от имени Республики Алтай;
- 2) обнародует законы Республики Алтай, удостоверяя их обнародование путём подписания, либо отклоняет законы, принятые Государственным Собранием — Эл Курултай Республики Алтай;
- 3) формирует Правительство Республики Алтай в соответствии с законодательством Республики Алтай;
- 4) определяет структуру исполнительных органов государственной власти Республики Алтай;
- 5) с согласия Государственного Собрания — Эл Курултай Республики Алтай назначает на должность членов Правительства Республики Алтай, перечень которых определяется настоящей Конституцией;
- 6) вправе требовать созыва внеочередной сессии Государственного Собрания — Эл Курултай Республики Алтай, а также созывать вновь избранное Государственное Собрание — Эл Курултай Республики Алтай на первую сессию ранее срока, установленного настоящей Конституцией;
- 7) вправе участвовать в работе Государственного Собрания — Эл Курултай Республики Алтай с правом совещательного голоса;
- 8) обладает правом законодательной инициативы в Государственном Собрании — Эл Курултай Республики Алтай;
- 9) ежегодно представляет Государственному Собранию — Эл Курултай Республики Алтай проект бюджета Республики Алтай и отчет об его исполнении;
- 10) представляет Государственному Собранию — Эл Курултай Республики Алтай проекты программ социально-экономического развития Республики Алтай и отчеты об их выполнении;
- 11) вправе принять решение о досрочном прекращении полномочий Государственного Собрания — Эл Курултай Республики Алтай по основаниям и в порядке, предусмотренным законодательством;
- 12) назначает и отзывает представителей Республики Алтай в органах государственной власти Российской Федерации и её субъектов;
- 13) назначает члена Совета Федерации Федерального Собрания Российской Федерации — представителя от Правительства Республики Алтай;
- 14) назначает половину членов Избирательной комиссии Республики Алтай;
- 15) награждает государственными наградами Республики Алтай, присваивает почётные звания Республики Алтай в соответствии с законодательством;
- 16) обращается в Конституционный Суд Российской Федерации;
- 17) представляет Государственному Собранию — Эл Курултай Республики Алтай ежегодные доклады о положении в республике;
- 18) вправе принять решение об отставке Правительства республики, отдельных его членов, а также принимает добровольную отставку членов Правительства;
- 19) формирует Единый аппарат Главы Республики Алтай и Правительства Республики Алтай;
- 19.1) обеспечивает координацию деятельности органов исполнительной власти Республики Алтай с иными органами государственной власти Республики Алтай и в соответствии с законодательством Российской Федерации может организовывать взаимодействие органов исполнительной власти Республики Алтай с федеральными органами исполнительной власти и их территориальными органами, органами местного самоуправления и общественными объединениями;
- 20) осуществляет иные полномочия в соответствии с федеральными законами, настоящей Конституцией и законами Республики Алтай.

## Список глав Республики Алтай
- Чаптынов, Валерий Иванович — 28 апреля 1990 — 1 марта 1994; 1 марта 1994[1][2] — 30 января 1997
- Волков, Владилен Владимирович — 30 января 1997 — 13 января 1998
- Зубакин, Семён Иванович — 13 января 1998[3] — 19 января 2002
- Лапшин, Михаил Иванович — 19 января 2002 — 19 января 2006
- Бердников, Александр Васильевич — 20 января 2006 — 20 марта 2019
- Хорохордин, Олег Леонидович — 20 марта 2019 — 4 июня 2024
- Турчак, Андрей Анатольевич — с 4 июня 2024